# Geocrinia laevis
Geocrinia laevis, tên tiếng Anh: Smooth hoặc Southern Smooth Froglet, là một loài ếch trong họ Myobatrachidae. Chúng là loài đặc hữu của Tasmania, dãy núi Grampians và phía tây nam Victoria.
Các môi trường sống tự nhiên của chúng là các khu rừng ôn hòa, đầm nước nhiệt đới hoặc cận nhiệt đới, đầm nước, hồ nước ngọt có nước theo mùa, đầm nước ngọt, và đầm nước ngọt có nước theo mùa. Loài này đang bị đe dọa do mất môi trường sống.

## Hình ảnh

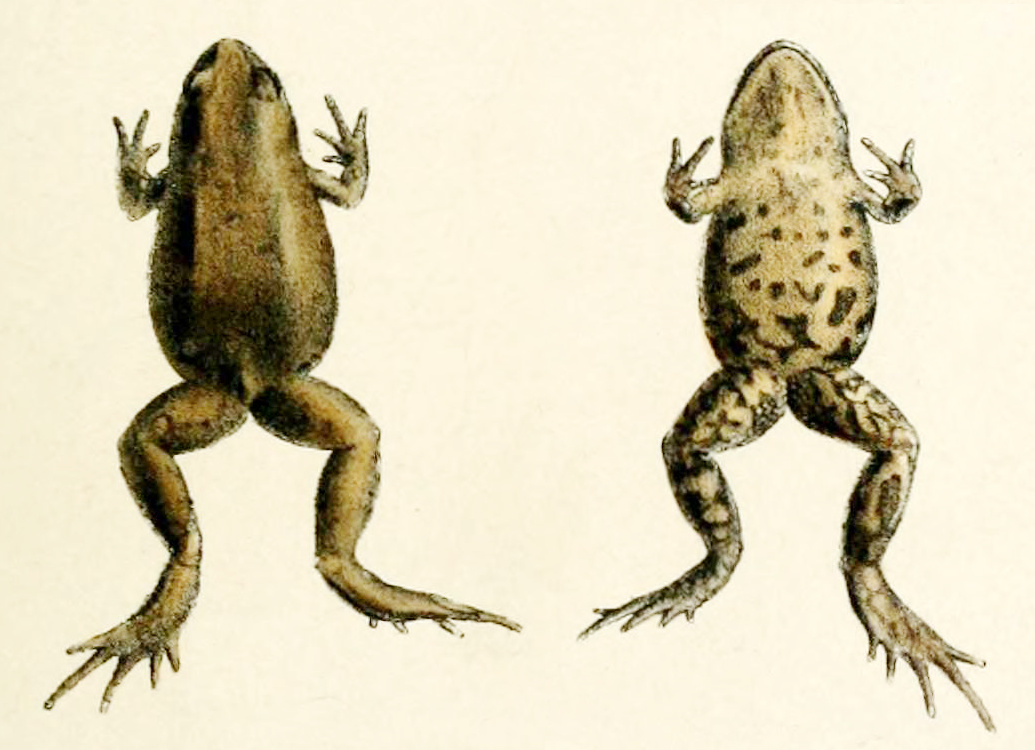
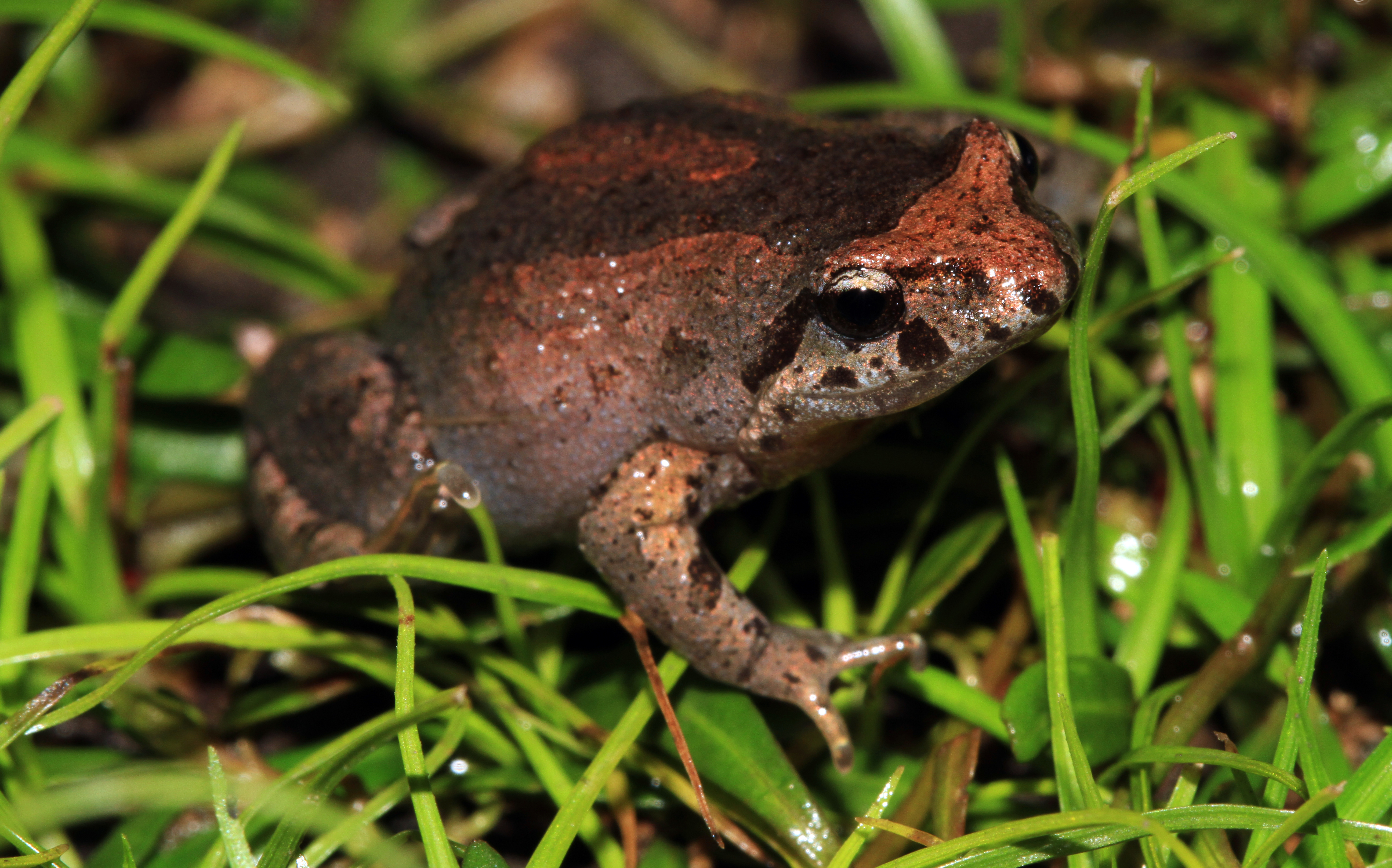
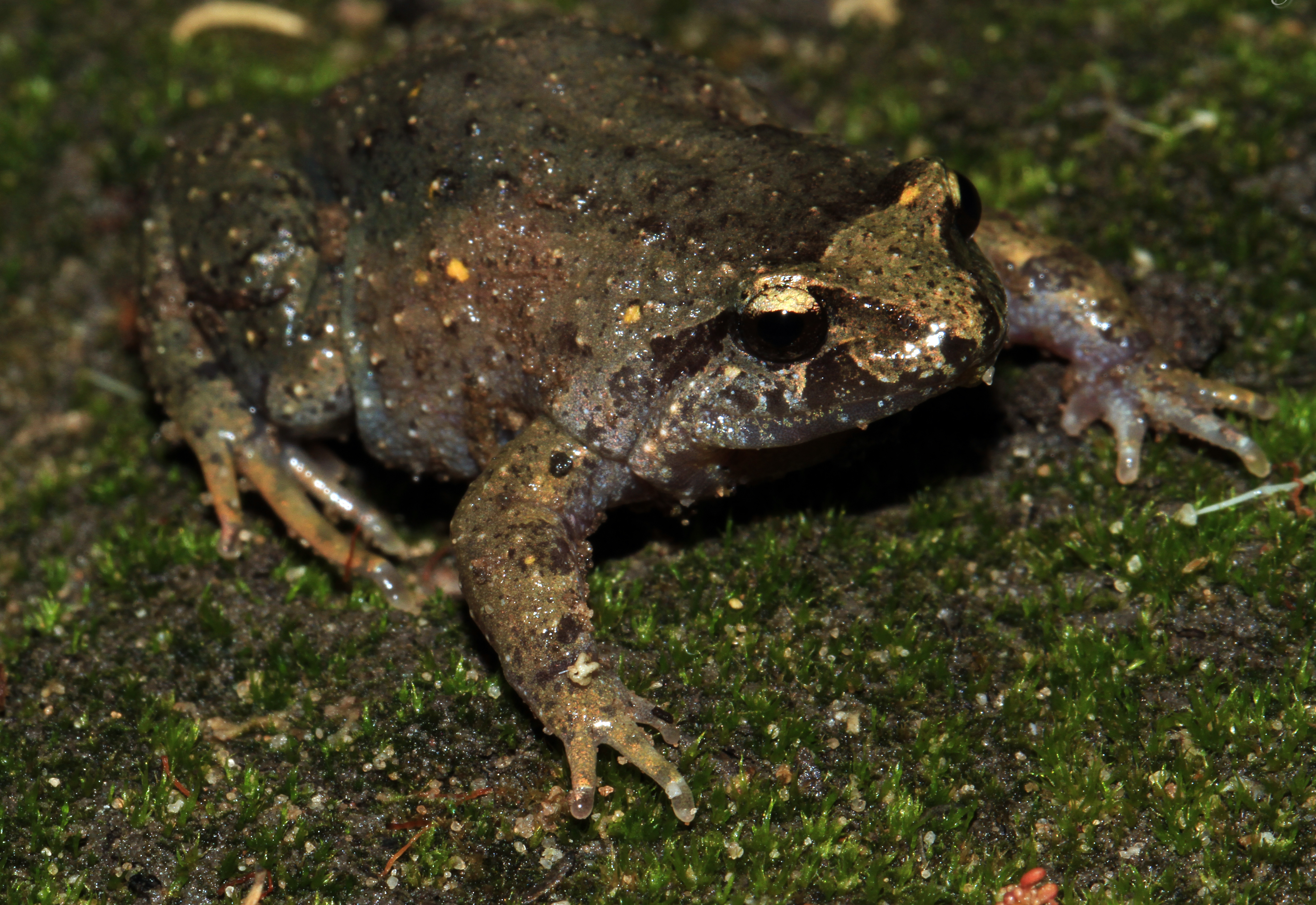